# Ondřej Bačo
Ondřej Bačo (* 25. března 1996,Brumov-Bylnice) je český fotbalový obránce, hráč klubu FC Fastav Zlín. Hraje na postu stopera (středního obránce).
Jeho vzorem je bývalý fotbalista Tomáš Řepka.

## Klubová kariéra
Profesionální kariéru zahájil na jaře 2016 v dresu klubu FC Fastav Zlín. V 1. české lize debutoval 18. listopadu 2016 proti FC Vysočina Jihlava (výhra 3:1).
Se zlínským týmem slavil v sezóně 2016/17 triumf v českém poháru.
V červnu 2017 pomohl k zisku další trofeje, premiérového Česko-slovenského Superpoháru (po zdolání Slovanu Bratislava).